# Jukai - La foresta dei suicidi
Jukai - La foresta dei suicidi (The Forest) è un film del 2016 diretto da Jason Zada e scritto da Ben Ketai, Nick Antosca e Sarah Cornwell. Il film è interpretato da Natalie Dormer, Taylor Kinney, Yukiyoshi Ozawa ed Eoin Macken.

## Trama
Aokigahara, anche nota come Jukai (che in giapponese significa "Mare di alberi"), è una foresta alla base nordoccidentale del Monte Fuji in Giappone, conosciuta come una destinazione popolare per coloro che vogliono suicidarsi. Sara Price riceve una telefonata dalla polizia giapponese che le dice che pensano che la sua problematica sorella gemella Jess sia morta, poiché è stata vista entrare ad Aokigahara. Nonostante le preoccupazioni del suo fidanzato Rob, Sara si reca in Giappone e arriva all'hotel dove alloggiava Jess.
In hotel, Sara incontra un giornalista di nome Aiden. Bevono insieme e Sara gli racconta della morte dei suoi genitori. In realtà suo padre ha commesso un omicidio-suicidio, ma lei gli racconta che sono stati uccisi da un guidatore ubriaco. Sua sorella ha visto i corpi, ma Sara no. Aiden la invita ad andare nella foresta con lui e una guida del parco, Michi, così può cercare Jess. Mentre i tre entrano ad Aokigahara, Michi dice a Sara che molto probabilmente Jess si è uccisa. Sara si rifiuta di crederci, spiegando come, essendo gemella, può "sentire" che Jess è ancora viva. Nel profondo del bosco, il gruppo scopre una tenda gialla che Sara riconosce come appartenente a Jess. Con l'avvicinarsi del tramonto, Michi suggerisce di lasciare un biglietto per Jess e di andarsene. Sara rifiuta e Aiden si offre volontario per restare con lei tutta la notte. Quella notte, Sara sente un fruscio tra i cespugli e, credendo che possa essere Jess, si precipita nel bosco dietro di lei. Sara trova una ragazza giapponese, Hoshiko, che afferma di conoscere Jess. La ragazza avverte Sara di non fidarsi di Aiden e fugge al suono della sua voce. Sara tenta di inseguirla, ma cade e la perde.
Il giorno successivo, Aiden e Sara si perdono e iniziano a passeggiare per la foresta. Mentre camminano, i sospetti di Sara aumentano e lei chiede ad Aiden di darle il suo telefono e trova sopra una foto di Jess. Aiden nega qualsiasi coinvolgimento con Jess, ma Sara corre da sola nella foresta. Mentre corre, inizia a sentire delle voci che le dicono di voltarsi. Sembra non esserne turbata finché non sente la voce direttamente dietro di lei. Si gira per vedere un corpo sospeso e continua a scappare. Poi cade attraverso un buco in una grotta, e più tardi si sveglia e scopre di essere nella grotta con Hoshiko, che si scopre essere uno yūrei, un fantasma giapponese. Hoshiko si trasforma quindi in quella che sembra essere una "figura demoniaca". Sara poi corre indietro verso l'apertura della grotta, dove trova una macchina fotografica e vede la scena in cui i suoi genitori muoiono e suo padre salta nella diapositiva delle foto. Aiden la trova e la aiuta a uscire dalla grotta. Dopo un po' di convincimento, continuano a camminare insieme. Rob arriva nella foresta di Aokigahara con una squadra di ricerca e Michi, determinato a trovare Sara.
Aiden porta Sara in una vecchia stazione dei ranger che sostiene di aver scoperto mentre la cercava. Sara sente la voce di sua sorella provenire da un seminterrato chiuso a chiave e trova un biglietto che implica che Aiden tiene Jess prigioniera lì. Convinta che costituisca una minaccia, Sara attacca e uccide Aiden con un piccolo coltello da cucina. Mentre muore, Sara si rende conto che Aiden stava dicendo la verità e che l'immagine sul suo telefono, la voce alla porta del seminterrato e il biglietto erano tutte allucinazioni.
Nel seminterrato della stazione dei ranger, Sara ha una visione della notte in cui morirono i suoi genitori. Il fantasma di suo padre appare all'improvviso e si lancia verso di lei, afferrandole il polso. Gli taglia le dita dal polso e fugge dalla stazione. Correndo nella foresta, vede Jess correre verso le luci della squadra di ricerca. Sara chiama sua sorella, che non riesce a sentirla. Si rende conto che la sua fuga dalla stazione dei ranger è stata un'altra allucinazione. Quando ha tagliato le dita di suo padre, in realtà si è tagliata profondamente i polsi e ora sta morendo per la perdita di sangue nel seminterrato. Mentre soccombe alle ferite, le mani di un gruppo di yūrei trascinano Sara sotto il suolo della foresta. Jess, molto viva, viene salvata dalla squadra di ricerca e spiega che il "sentimento" di sua sorella se n'è andato, e si presume che Jess sappia che Sara è morta. Mentre il gruppo di ricerca se ne va, Michi vede improvvisamente una figura oscura ai margini della foresta e si rende conto che si tratta di Sara, che si è trasformata in uno yūrei.

## Distribuzione
Jukai - La foresta dei suicidi è stato distribuito nelle sale cinematografiche statunitensi l'8 gennaio 2016 e in quelle italiane il 28 settembre dell'anno successivo.